# دارکوب توسی بزرگ
دارکوب توسی بزرگ (نام علمی: Mulleripicus pulverulentus) گونه‌ای از پرندگان خانواده دارکوبان (Picidae) است که در سراسر شبه‌قاره هند و جنوب شرق آسیا یافت می‌شود. پرنده‌ای یگانه و اساساً اشتباه‌ناپذیر، بزرگ‌ترین گونه شناخته‌شدهٔ دارکوب است.

## پراکنش
در شبه‌قاره هند و جنوب شرق آسیای یافت می‌شود و در سراسر بنگلادش، بوتان، برونئی، کامبوج، هند، اندونزی، لائوس، مالزی، میانمار، نپال، فیلیپین، سنگاپور، تایلند و ویتنام قرار دارد. در سونداس بزرگ یافت می‌شود، اما در بالی ساکن نیست.

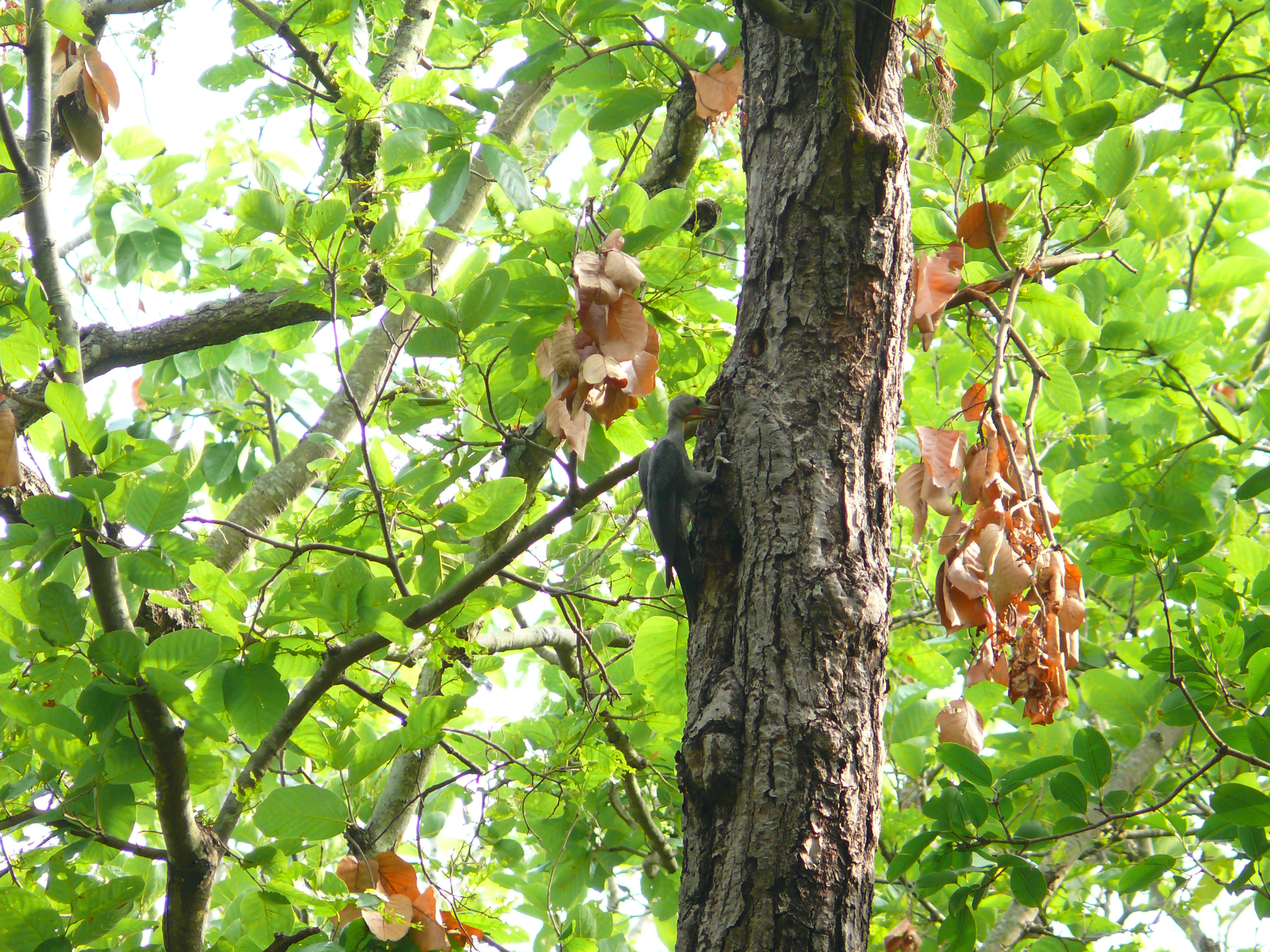
دارکوب توسی بزرگ به جنگل‌های انبوه و کهن، به‌ویژه جنگل‌های پهن‌برگ وابسته است.

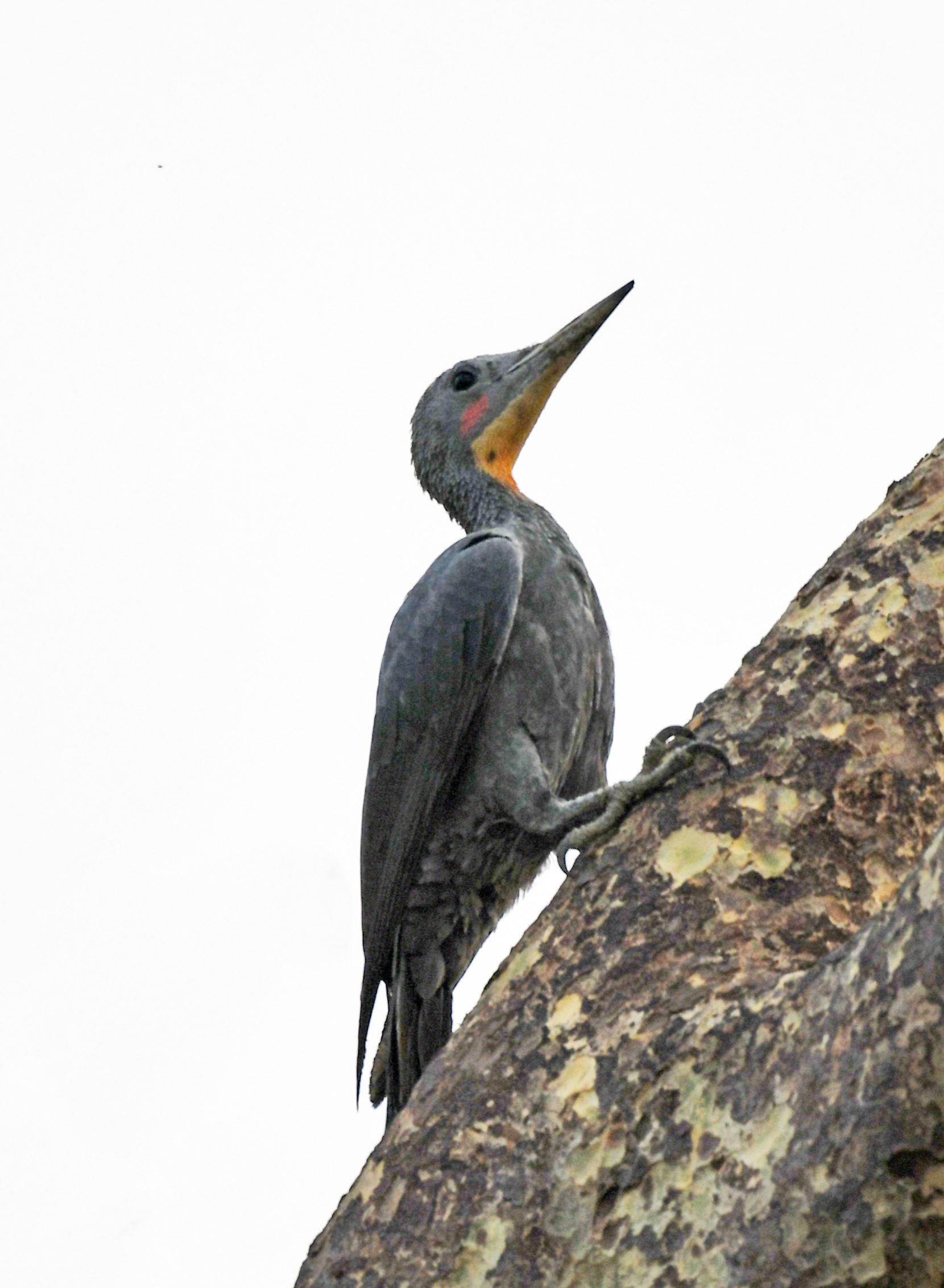
دارکوب‌های توسی بزرگ یکی از بزرگ‌ترین دارکوب‌ها و بزرگ‌ترین گونه‌هایی هستند که مسلماً وجود دارند.

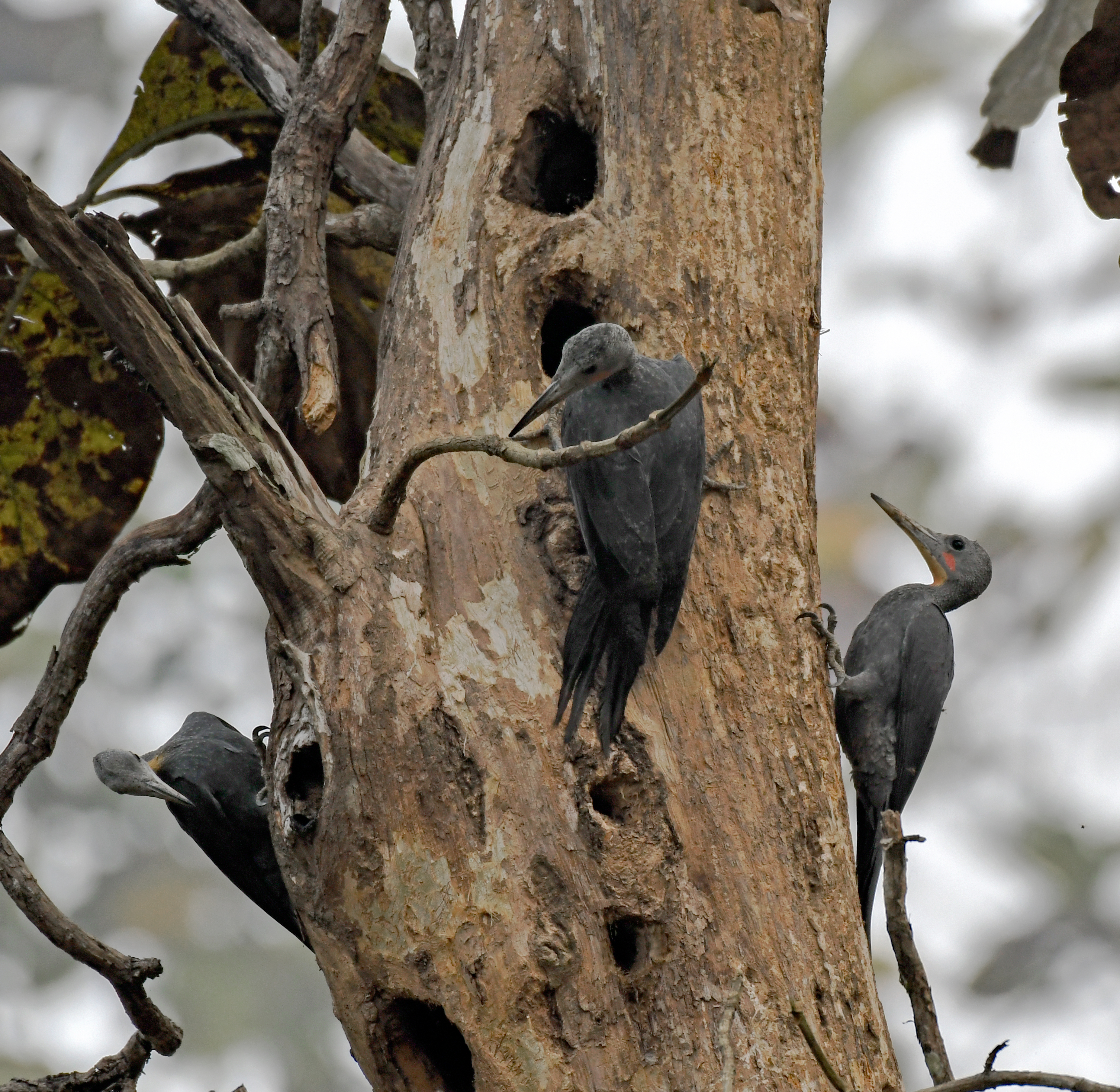
دارکوب توسی بزرگ به دلیل عادت به سفر در گروه‌های جستجوگر، تا اندازه‌ای غیرعادی است.